# Federación Centroafricana de Fútbol
La Federación Centroafricana de Fútbol (en francés: Fédération Centrafricaine de Football) es el organismo rector del fútbol en la República Centroafricana, con sede en Bangui. Fue fundada en 1961, y está afiliada a la FIFA desde 1964, y a la Confederación Africana de Fútbol desde 1968. 
Se encarga de la organización del Campeonato Nacional de Fútbol de la República Centro Africana y los partidos de la Selección de fútbol de la República Centroafricana y de la Selección de Fútbol Femenino de la República Centro Africana. 